# 東濃厚生病院
岐阜県厚生農業協同組合連合会東濃厚生病院（ぎふけんこうせいのうぎょうきょうどうくみあいとうのうこうせいびょういん）は、岐阜県瑞浪市にある、JA岐阜厚生連（岐阜県厚生農業協同組合連合会）が運営する病院である。全国厚生農業協同組合連合会の病院の一つである。
旧称は昭和病院（瑞浪昭和病院）。

## 概要
東濃西部（多治見市、土岐市、瑞浪市）の地域医療の中核病院である。
専門外来（PD外来、腎臓外来、肝臓外来、乳腺外来）があり、専門治療が行なわれている。
2026年1月末で閉院し、同年2月に土岐市立総合病院と統合して土岐市肥田町に「公立東濃中部医療センター（仮称）」が開院する予定である。跡地の土地と建物は安達学園が取得し、中京高等学校が移転する予定である。

## 沿革
- 1938年（昭和13年） - 開設。
- 2003年（平成15年） - 建物を改築し、瑞浪市土岐町86から所在地を変更。この際、昭和病院から東濃厚生病院に改称する。

## 診察科
- 内科
- 神経内科
- 外科
- 脳神経外科
- 整形外科
- 眼科
- 皮膚科
- 泌尿器科
- 産婦人科
- 耳鼻咽喉科
- リハビリテーション科
- 血液浄化センター など

## 交通アクセス
- 瑞浪市コミュニティバス「東濃厚生病院前」バス停（瑞浪中央線・山田線・市原=名滝線・萩原線・日吉線・釜戸 ＝ 大湫線）下車。
- 東鉄バス　「竜門通り」バス停（明智線）、「竜門橋東」バス停（瑞浪＝東駄知＝多治見線）下車。
- 恵那市自主運行バス（山岡地区）「東濃厚生病院前」バス停（山岡＝瑞浪線）下車。
- JR中央本線 瑞浪駅より徒歩で約10分。

## JA岐阜厚生連の病院
- 久美愛厚生病院
- 東濃厚生病院
- 土岐市立総合病院
- 中濃厚生病院
- 西濃厚生病院
- 岐北厚生病院
- 西美濃厚生病院